# Fraubillenkreuz
Das Fraubillenkreuz (auch als Frabillenkreuz oder Menhir I von Nusbaum bezeichnet) ist ein christianisierter Menhir auf dem Ferschweiler-Plateau im Eifelkreis Bitburg-Prüm in Rheinland-Pfalz. Er gilt als der bedeutendste Menhir der Region Trier und ist als Kulturdenkmal ausgewiesen.

## Geographische Lage
Das Fraubillenkreuz befindet sich inmitten eines ausgedehnten Waldgebietes nordwestlich von Ferschweiler und südöstlich des Nusbaumer Weilers Rohrbach. Der Menhir befindet sich auf der Gemarkung von Nusbaum. Er kann über mehrere Waldwege erreicht werden und steht an einer Wegekreuzung.

## Beschreibung
Nach der Überlieferung hat der im Eifeler Raum verehrte Missionar Willibrord den etwa 5000 Jahre alten Menhir aus Lias-Sandstein eigenhändig in Kreuzform umgemeißelt und so christianisiert. In den Stein sind zwei Figurennischen eingehauen, die von Löchern umgeben sind. Er ist heute noch etwa 3,3 m hoch. Die ursprüngliche Höhe lag zwischen 4 und 5 m.
Die Herkunft des Namens ist unklar. Es könnte sich um eine Ableitung aus „Unserer lieben Frau Bild-Kreuz“ handeln. Eine weitere Möglichkeit wäre, dass der Name aus der Bezeichnung Sybille entstanden ist, der für weissagende Frauen verwendet wurde. Für die letzte Möglichkeit spricht, dass der Menhir 1617 als „Sybillen Creutz“ erwähnt wird.
Siehe auch: Liste der Kulturdenkmäler in Nusbaum

## Sonstiges
Aufgrund der großen Bedeutung des Menhirs hat sich die Ortsgemeinde Nusbaum dazu entschlossen, das Fraubillenkreuz in das Wappen des Ortes aufzunehmen. Es wird mit der Wappenbegründung „Das sogenannte Fraubillenkreuz, ein christianisierter Menhir aus der Keltenzeit, steht auf Bann Nusbaum“ dargestellt.